# Виноградник (фильм)
«Виногра́дник» (англ. The Vineyard) — триллер с элементами фильма ужасов и эротики 1989 года режиссёров Джеймса Хонга и Уильяма Райса.

## Сюжет
На проводящемся раз в год винном аукционе спросом пользовались вина доктора Винсента По. К том же он один из самых богатых и известных виноделов в мире. Виноградники же доктора находятся на одиноком острове, который не посещают другие люди. Однако всё же на острове иногда бывают люди, которые хотят обучиться столь нелёгкому ремеслу винодела. Таким образом на остров прибывает очередная партия людей, в их числе есть и журналисты, актрисы и актёры. По в это время снимал документальный фильм о мастерстве винодела. Естественно молодые люди не преминули испробовать качественных вин и вступить между собой в половые контакты. Однако вскоре их компания начала постепенно уменьшаться.

## В ролях
- Джеймс Хонг — доктор Винсент По
- Карен Уиттер — Иезавель Фэрчайлд, актриса
- Майкл Вонг — Джереми Юнг
- Шерил Мэдсен — Нэнси Стон
- Ларс Уэнберг — Лукас Кэролл
- Шерил Лоусон — Клаудия Ли
- Карл Хайнц-Тойбер — Поль Эдмонс
- Ру Даглас — Брэд Фуллер
- Шон Донахью — Брайан Уитмэн
- Шери Болл — Селеста Джонс
- Майкл Куион
- Роберт Ито

## Съёмочная группа
- Исполнительные продюсеры: Фрэнк Чэн, Джон Джимелли и Гордон Чан
- Художник: Дэниэл Хайм
- Монтаж: Гэррик Хьюи

## Выход фильма
Ограниченный театральный релиз фильма состоялся в США в 1989 году, фильм выпустила компания New World Pictures. Фильм издан на DVD компанией Anchor Bay Entertainment в 2001 году, Image Entertainment в 2011 году и  Arrow Films в 2013 году (специально для Великобритании).

## Критика
Журнал Starburst поставил 6 звёзд из 10 фильму, а его колумнист Пол Рискер писал: «Раз вы не ожидаете многого от этого, "Виноградник" — хорошее развлечение, бессмысленная вечеринка на изолированном острове со множеством культовых моментов, которые удовлетворят определённые желания». Food & Wine назвал фильм «величайшим фильмом ужасов категории B о вине». Питер Дендл в Энциклопедии фильмов о зомби (англ. The Zombie Movie Encyclopedia) отметил, что восточноазиатская мифология помогает понять фильм, однако он «скатывается в типичную колею фильмов ужасов конца 1980-х, предпочитая отдельные элементы шока цельному настроению фильма».